# 阿莉娅
阿莉娅，又译作阿莉雅（英語：Aaliyah），英語女性名。以下知名人物使用此名：
- 阿莉雅·达纳·霍顿，美国的女演员、歌手和舞蹈演员。